# Yémen aux Jeux olympiques d'été de 2016
Le Yémen participe aux Jeux olympiques d'été de 2016 à Rio de Janeiro, au Brésil. Il s'agit de sa 7e participation aux Jeux olympiques d'été.

## Athlétisme

### Homme
| Athlétes       | Compétitions | Série   | Série | Demi-inale | Demi-inale | Finale  | Finale  |
| -------------- | ------------ | ------- | ----- | ---------- | ---------- | ------- | ------- |
| Athlétes       | Compétitions | Temps   | Rang  | Temps      | Rang       | Temps   | Rang    |
| Mohammed Rageh | 1 500 mètres | 3:58.99 | 14e   | Eliminé    | Eliminé    | Eliminé | Eliminé |